# ゲオルク・メルヒオール・クラウス
ゲオルク・メルヒオール・クラウス（Georg Melchior Kraus、1737年7月26日 - 1806年11月5日）はドイツの画家である。ヴァイマルの美術学校、「ヴァイマル公爵家自由絵画学校」(Fürstliche freie Zeichenschule Weimar)の設立に関与した。

## 略歴
フランクフルト・アム・マインで生まれた。両親は宿屋を経営していた。母親は早く亡くなり、8歳の時父親は再婚した。1759年からヘッセン＝カッセル方伯の宮廷画家、ヨハン・ハインリヒ・ティシュバインのスタジオで働き、1762年に、当時最も有名な版画家であったドイツ生まれのヨハン・ゲオルク・ヴィレ（Johann Georg Wille または Jean Georges Wille）に学ぶためにパリに移った。パリでは風俗画の画家として有名であったジャン＝バティスト・グルーズと知り合い、風俗画の描き手として知られるようになった。
1766年にフランクフルトに戻り、美術教師や風俗画の画家として働いた。この頃クラウスが教えた芸術家には小説家のゾフィー・フォン・ラ・ロッシュや文学者のフリードリヒ・ハインリヒ・ヤコービや、ヨハン・ヴォルフガング・フォン・ゲーテもいた。しばしばフランスへ旅し絵画の顧客の要望に応えた。
1773年に有力な文学者のクリストフ・マルティン・ヴィーラントや出版社主でザクセン＝ヴァイマル＝アイゼナハ大公カール・アウグストの秘書でもあったフリードリヒ・ユスティン・ベルトゥッヒといった人物と知り合い、ヴァイマルの宮廷に紹介された。ヴァイマルを訪れるようになり1775年秋に、ヴァイマールに住むようになった。出版社主のベルトゥッヒとは親しい友人となり、ベルトゥッヒとクラウスはゲーテの協力も得て、1776年に「ヴァイマル公爵家自由絵画学校」(Fürstliche freie Zeichenschule Weimar)の設立の許可を得た。クラウスは初代の校長に就任し、亡くなるまでその職を続けた。自由絵画学校の教師には彫刻家のクラウアー(Martin Gottlieb Klauer)や画家のコンラート・ホーニ(Konrad Horny)やヨハン・エルンスト・ハインジウス(Johann Ernst Heinsius)が務めた。
1784年に地質学研究のためハルツ山地に旅したゲーテに同行し、学術的な図版を描いた。ベルトゥッヒの出版物に挿絵を描き、成功をもたらした。
1806年に、ヴァイマルに攻め入ったナポレオン軍の兵士の略奪の被害に遭い負傷し、数週間後に死去した。

## 作品

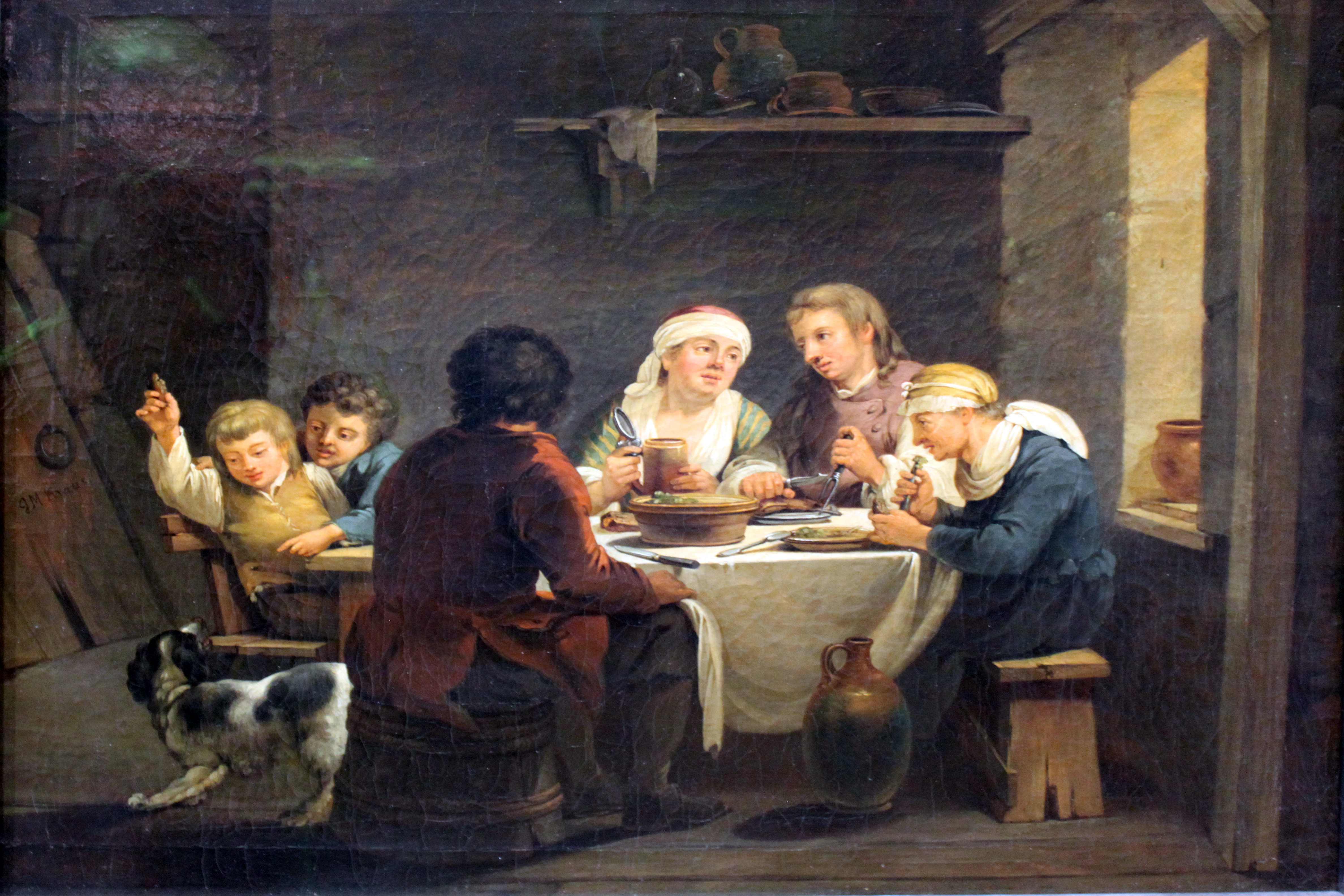
家族の食卓 (1772)
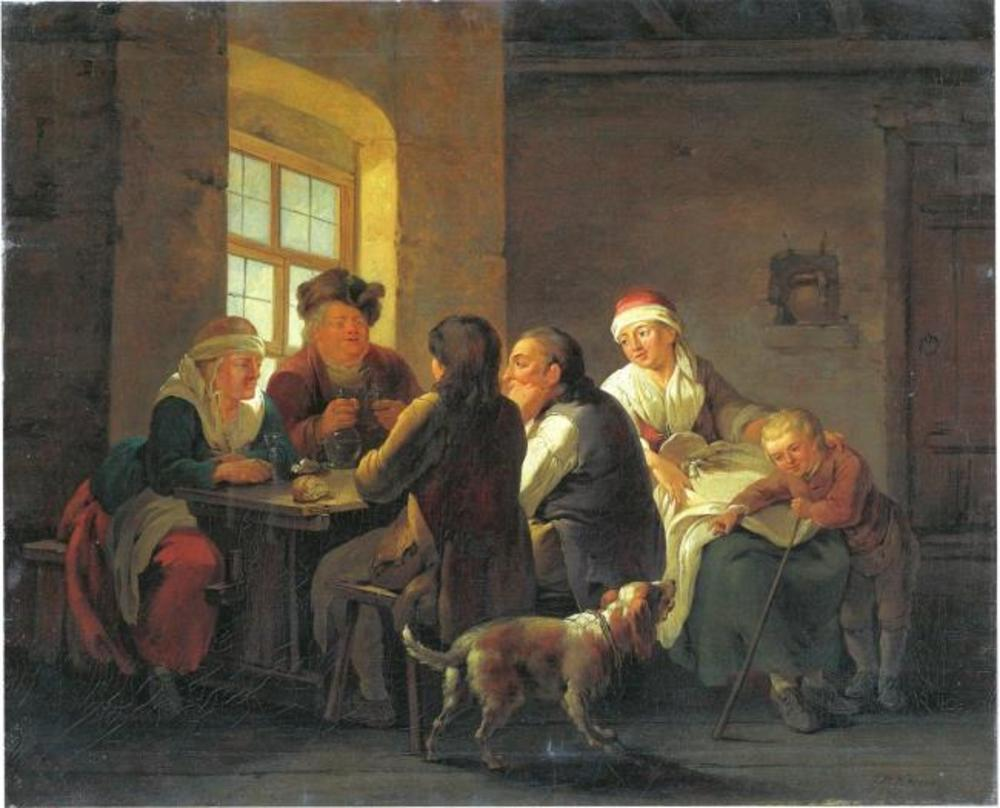
(1770/1774)
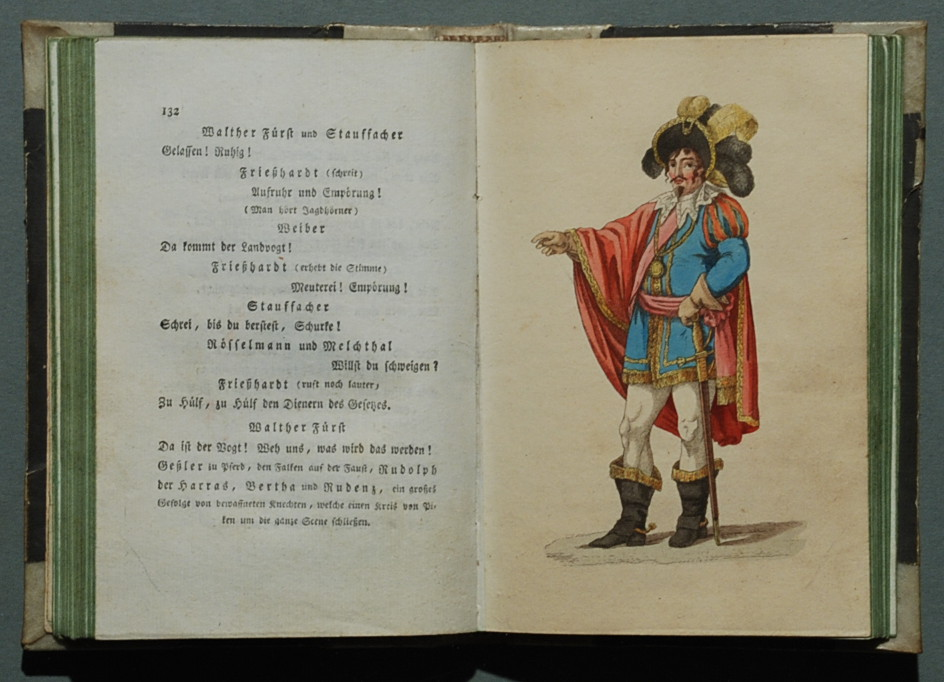
書籍の挿絵

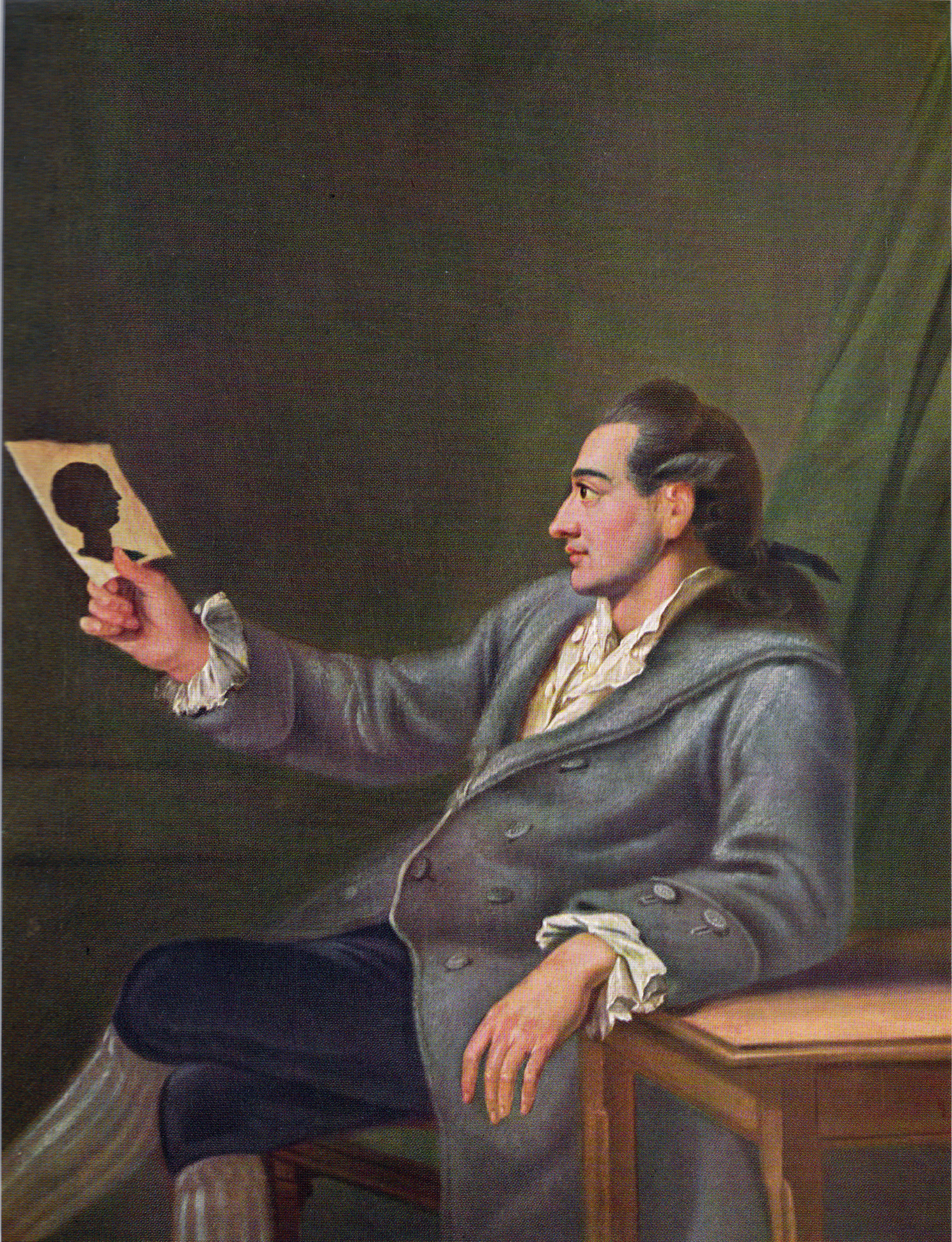
若き日のゲーテ(1775/1776)
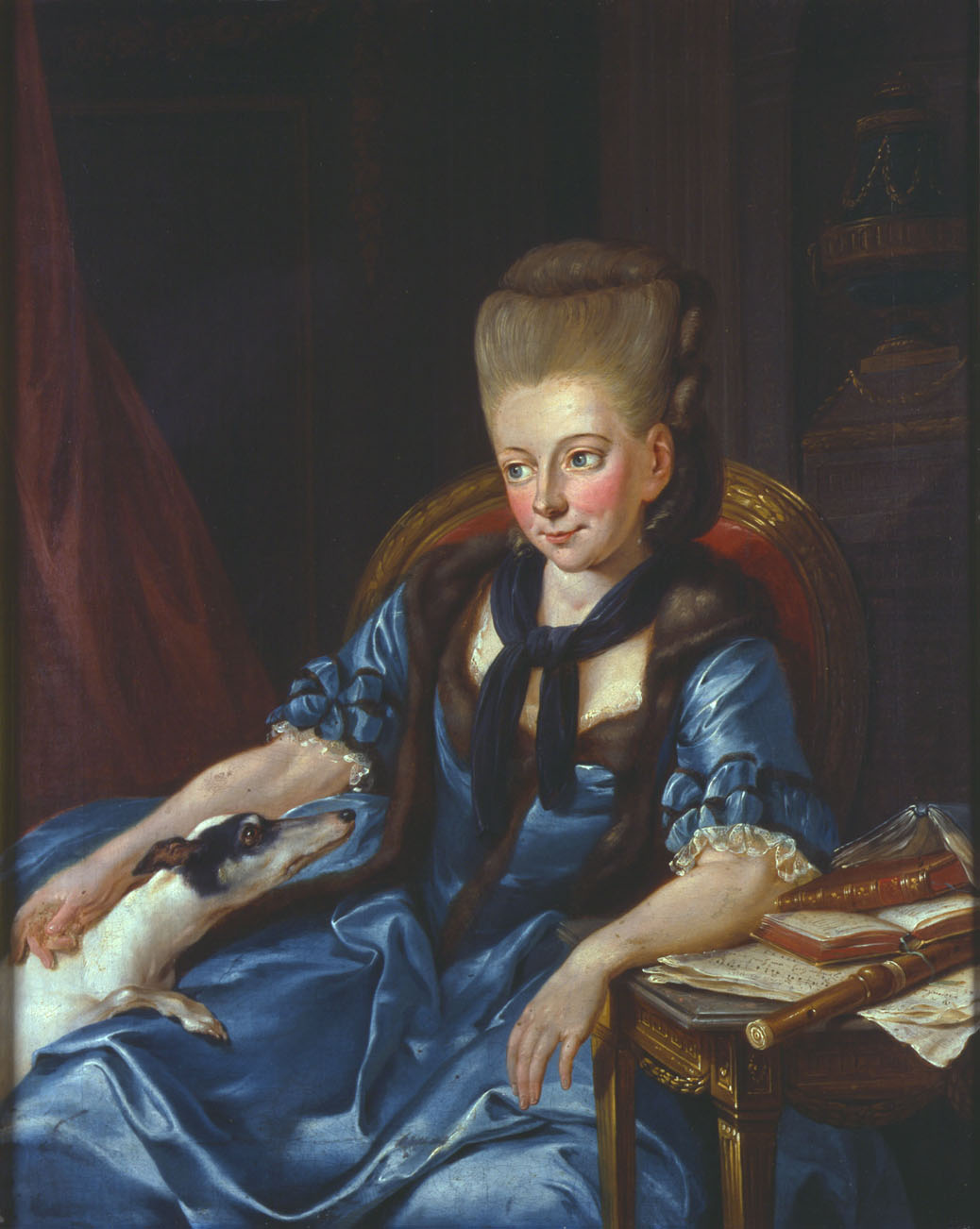
大公妃アンナ・アマーリア
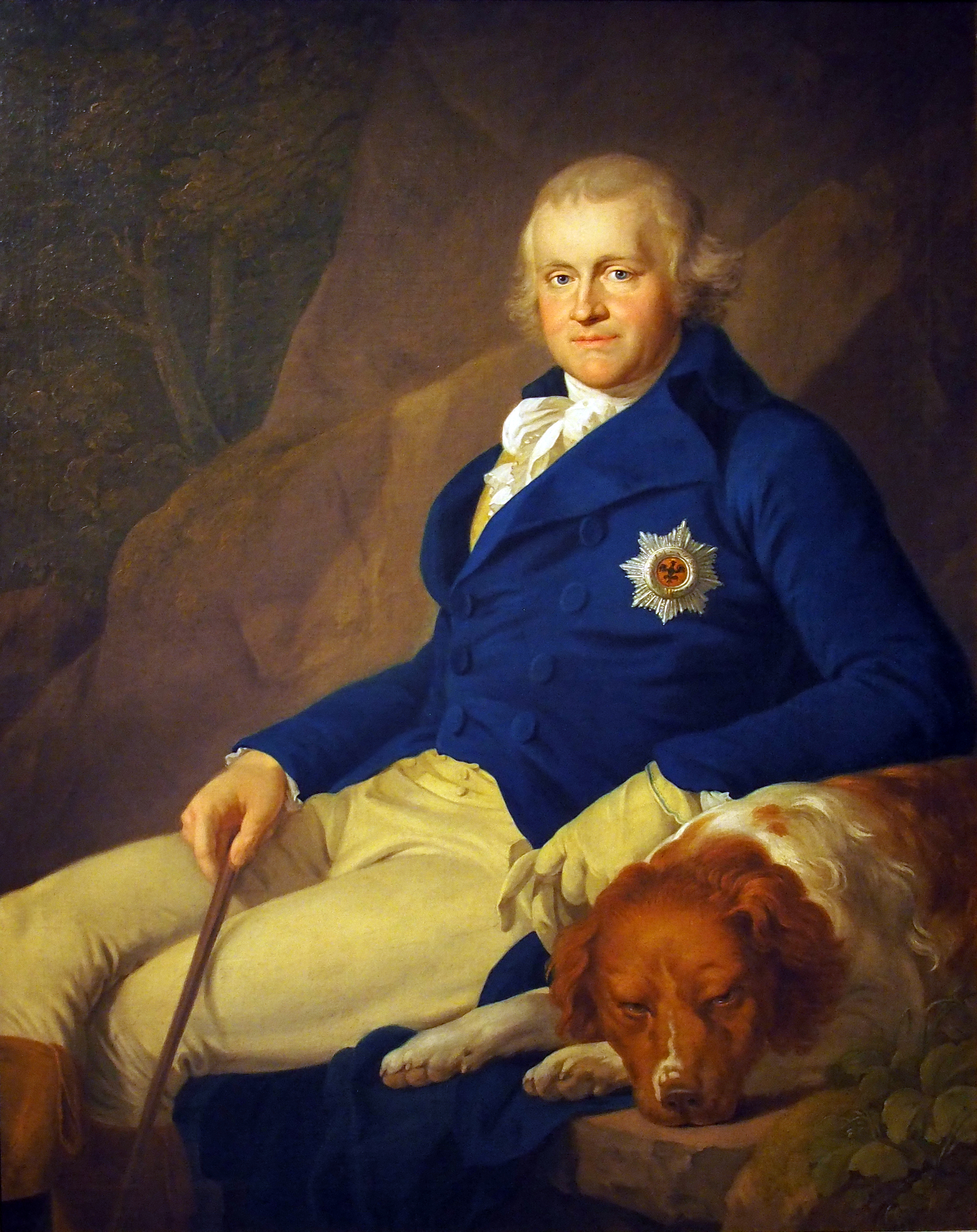
カール・アウグスト (ザクセン＝ヴァイマル＝アイゼナハ大公)
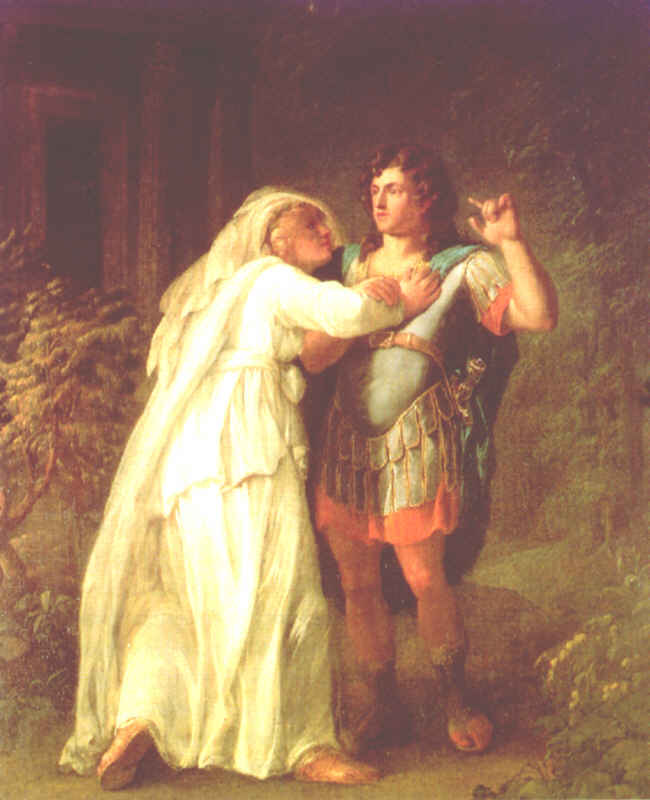
オレステスを演じるゲーテ